# Lake Helen (Californië)
Lake Helen is een klein zoetwatermeer bij Lassen Peak in Lassen Volcanic National Park. Het ligt in Shasta County, in de Amerikaanse staat Californië. Het meer ligt ten zuiden van Lassen Peak en ten westen van Bumpass Mountain. California State Route 89 loopt langs de zuidelijke en oostelijke oevers. 
Het meer werd naar Helen Tanner Brodt genoemd. Zij was in 1864 de eerste vrouw die de top van Lassen Peak bereikte.
Lake Helen is net zoals Emerald Lake, dat vlakbij ligt, een gletsjermeer in een keteldal.

## Klimaat
Door de hoge ligging van het meer (ongeveer 2500 meter) is het bijna het hele jaar lang bevroren en bedekt onder een dikke laag sneeuw. Het ijs vormt zich meestal in oktober of november en blijft tot de maanden juli of augustus. Tijdens de winter zorgen sneeuwstormen uit westen voor enorme sneeuwval. De jaarlijkse sneeuwval bedraagt er vijftien à achttien meter, wat Lassen Peak de meest sneeuwrijke plaats in Californië maakt. De gemiddelde maximale diepte van de sneeuw bij Lake Helen bedraagt 4,52 meter. De sneeuw kan soms zelfs tot acht meter diep zijn.